# أماندا ديفيس (كاتبة)
أماندا ديفيس (بالإنجليزية: Amanda Davis)‏ (28 فبراير 1971، درم في الولايات المتحدة - 14 مارس 2003، مقاطعة مكداويل في الولايات المتحدة)؛ كاتِبة وروائية أمريكية.